# CccDNA
Die cccDNA (von eng. covalently closed circular DNA) ist eine besondere DNA-Struktur, die während der Vermehrung einiger Viren im Zellkern auftritt und dort dauerhaft verbleiben kann. Die cccDNA ist eine doppelsträngige DNA, die aus einer linearen Form mithilfe einer DNA-Ligase in einen kovalent geschlossenen Ring überführt wurde. Meist kann erst von dieser cccDNA die Transkription der viralen mRNA erfolgen. Die cccDNA von Viren wird auch als episomale DNA oder selten  als Minichromosom bezeichnet.

## Eigenschaften
Die Existenz einer cccDNA während der Vermehrung unterscheidet die nicht taxonomische Gruppe der „echten“ Retroviren (Orthoretroviren) von den Pararetroviren. Während erstere die DNA-Zwischenstufe mittels Ligation in das Genom der Zelle integrieren, verbleibt die DNA-Stufe der Pararetroviren als episomale cccDNA im Nukleoplasma. 
Die cccDNA wurde zuerst bei DNA-Bakteriophagen beschrieben, aber auch in bestimmten Zellkulturen gefunden, bei denen später eine Infektion mit DNA-Viren (Polyomaviren) nachgewiesen wurde.
Die cccDNA ist typisch für Mitglieder der Virusfamilien Caulimoviridae und Hepadnaviridae wie dem Hepatitis-B-Virus (HBV). Beim HBV entsteht die cccDNA aus einer an das Kapsid gebundenen linearen DNA nach Abspaltung der an die DNA gebundenen, viralen Polymerase. Bei einer HBV-Infektion verbleibt die cccDNA selbst bei der klassischen klinischen Ausheilung der Infektion in den Leberzellen und kann dadurch selten zu einer Reaktivierung führen. Die Menge an cccDNA gilt auch als Marker bei einer HBV-Therapie.